# Saraguro (ciudad)

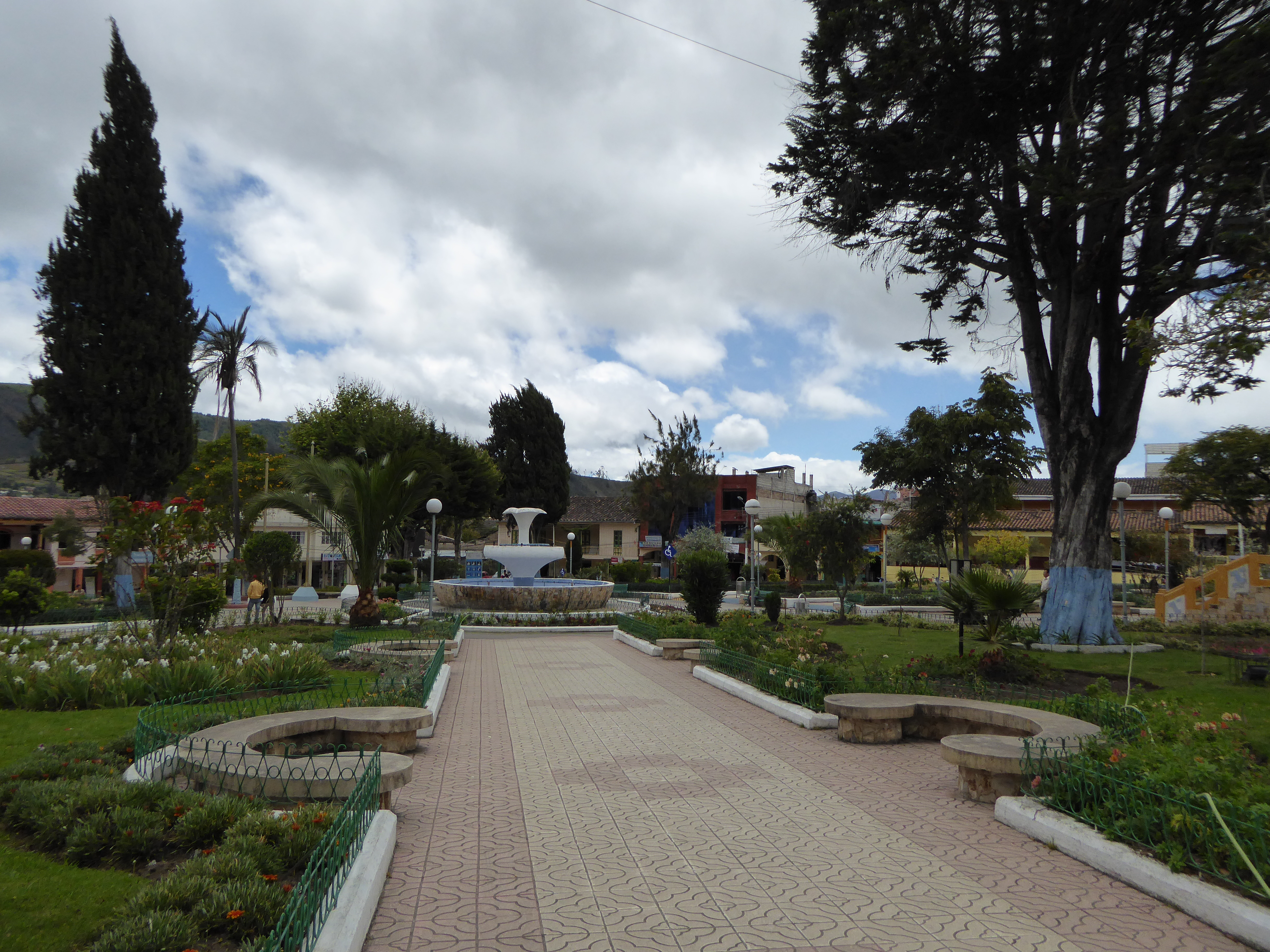
Plaza central de la ciudad de Saraguro.

Saraguro es una ciudad en la región andina sur del Ecuador en la provincia de Loja, siendo la cabecera del cantón Saraguro.

## Geolocalización
Se localiza a una altitud de 2508 m s. n. m.